# Aquilegia atrata
Aquilegia atrata là một loài thực vật có hoa trong họ Mao lương. Loài này được Koch mô tả khoa học đầu tiên năm 1830.

## Hình ảnh

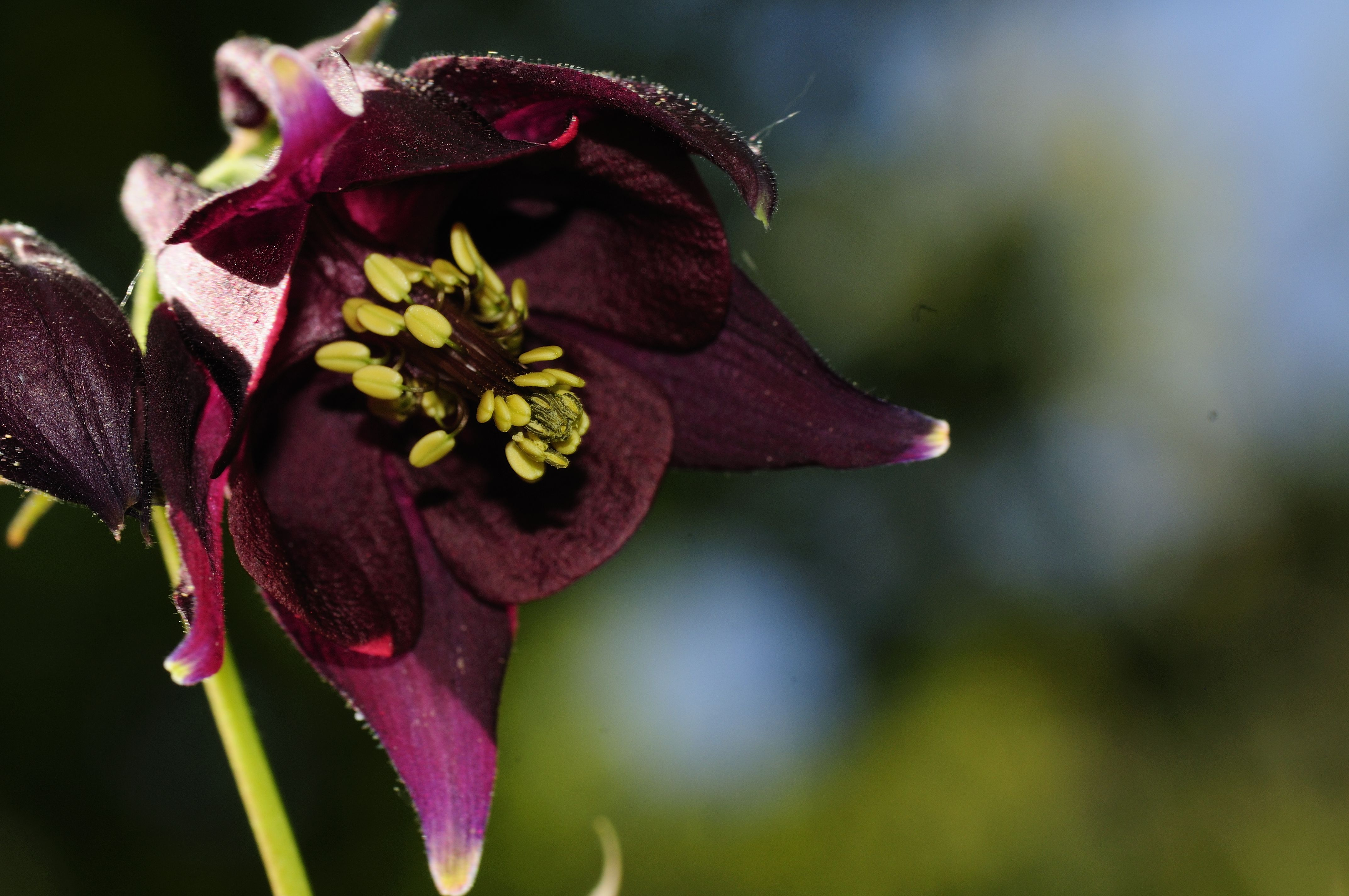
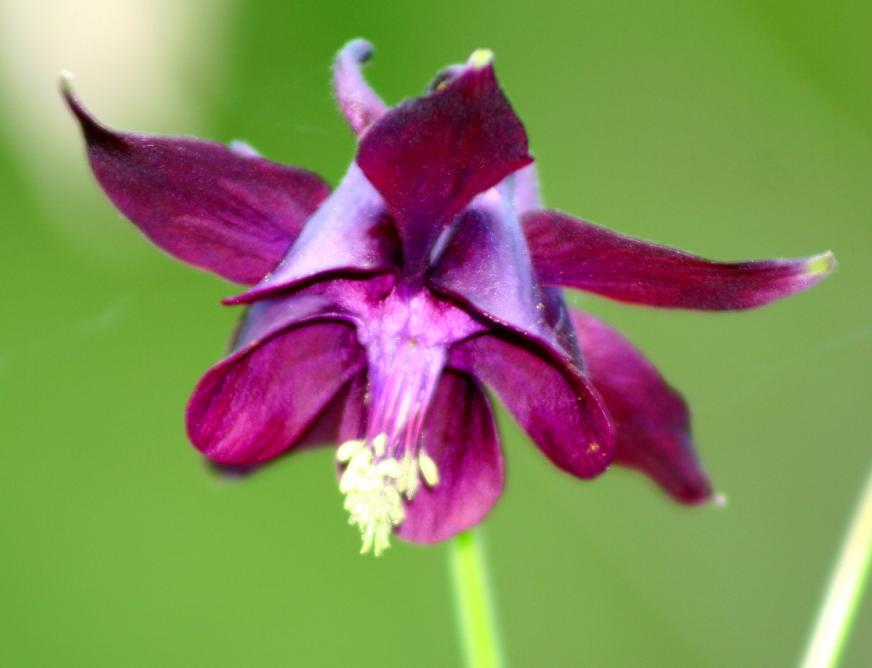
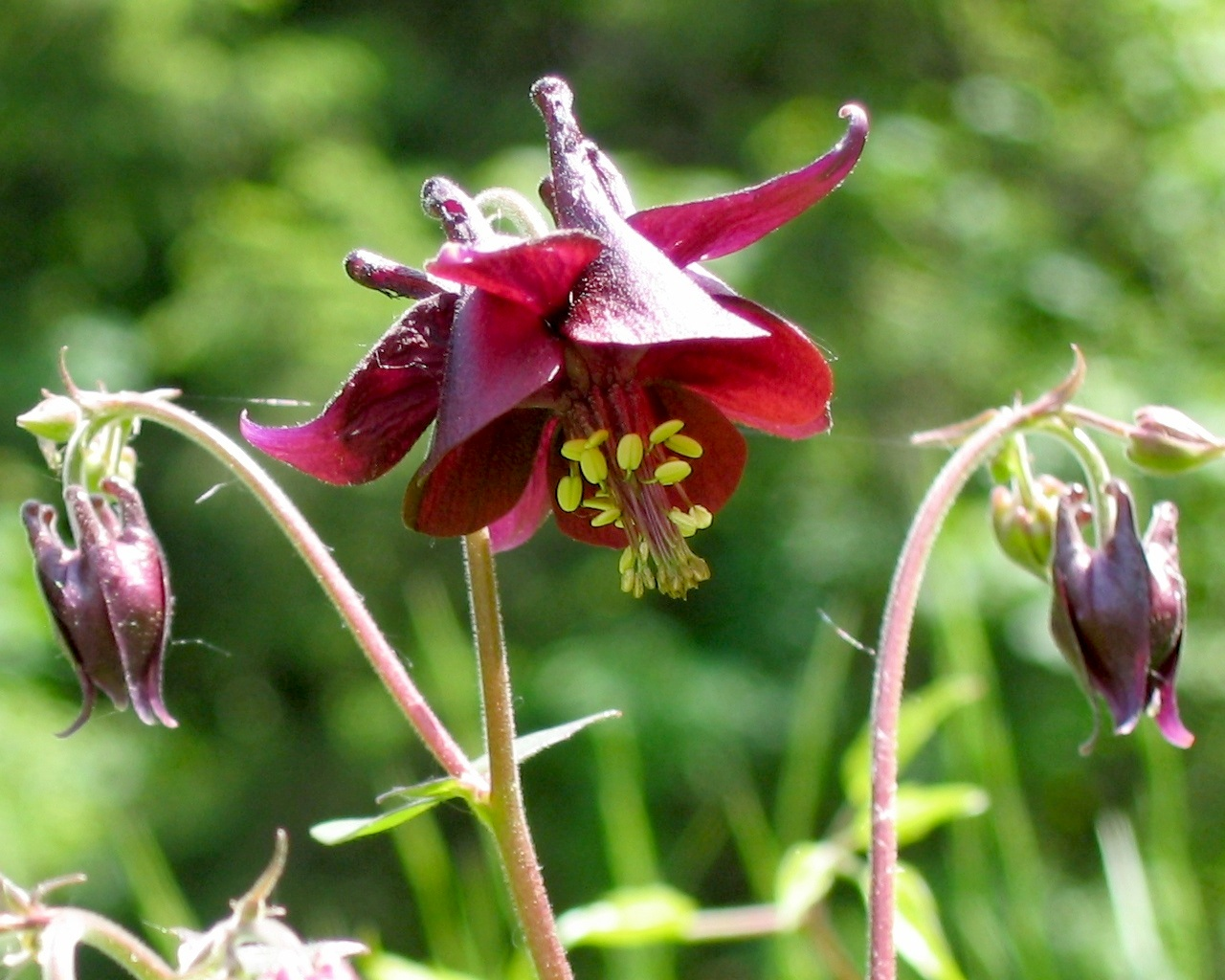
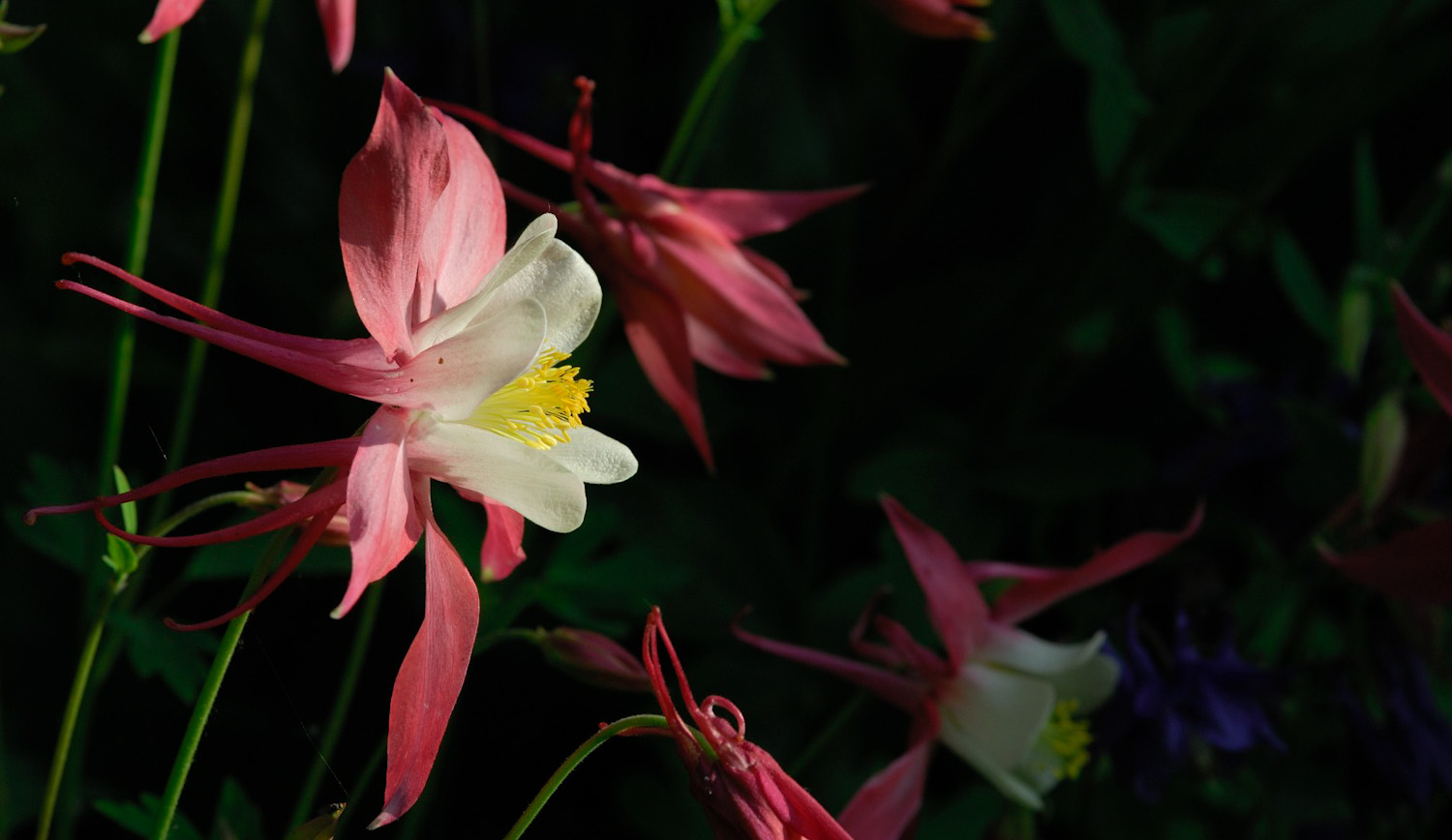